# Вітрильний спорт на літніх Олімпійських іграх 1984
Змагання з вітрильного спорту на літніх Олімпійських іграх 1984 у Лос-Анджелесі тривали з 31 липня до 8 серпня поблизу узбережжя Лонг-Біч. Розіграно 7 комплектів нагород у відкритих дисциплінах, тобто жінки могли змагатися нарівні з чоловіками. Через бойкот Ігор з боку країн східного блоку туди не поїхали представники СРСР та його сателітів.

## Країни
| Антигуа і Барбуда (ANT)               | Аргентина (ARG)         | Австралія (AUS)                     |
| Австрія (AUT)                         | Багамські Острови (BAH) | Барбадос (BAR)                      |
| Бельгія (BEL)                         | Бермуди (BER)           | Ботсвана (BOT)                      |
| Бразилія (BRA)                        | Канада (CAN)            | Кайманові Острови (CAY)             |
| Чилі (CHI)                            | Китай (CHN)             | Данія (DEN)                         |
| Домініканська Республіка (DOM)        | Єгипет (EGY)            | Іспанія (ESP)                       |
| Фіджі (FIJ)                           | Фінляндія (FIN)         | Франція (FRA)                       |
| ФРН (FRG)                             | Велика Британія (GBR)   | Греція (GRE)                        |
| Гватемала (GUA)                       | Гонконг (HKG)           | Індія (IND)                         |
| Ірландія (IRL)                        | Ісландія (ISL)          | Ізраїль (ISR)                       |
| Американські Віргінські Острови (ISV) | Італія (ITA)            | Британські Віргінські Острови (IVB) |
| Японія (JPN)                          | Південна Корея (KOR)    | Мексика (MEX)                       |
| Мальта (MLT)                          | Нідерланди (NED)        | Норвегія (NOR)                      |
| Нова Зеландія (NZL)                   | Оман (OMA)              | Пакистан (PAK)                      |
| Філіппіни (PHI)                       | Португалія (POR)        | Пуерто-Рико (PUR)                   |
| Сенегал (SEN)                         | Сінгапур (SIN)          | Сан-Марино (SMR)                    |
| Шрі-Ланка (SRI)                       | Швейцарія (SUI)         | Швеція (SWE)                        |
| Таїланд (THA)                         | Китайський Тайбей (TPE) | Тринідад і Тобаго (TRI)             |
| Туреччина (TUR)                       | Уругвай (URU)           | США (USA)                           |
| Венесуела (VEN)                       | Югославія (YUG)         | Зімбабве (ZIM)                      |

## Медальний залік
| Дисципліни              | Золото                                            | Срібло                                                        | Бронза                                                 |
| ----------------------- | ------------------------------------------------- | ------------------------------------------------------------- | ------------------------------------------------------ |
| 1984: Віндґлайдер       | Нідерланди (NED) · Стефан ван дер Берґ            | США (USA) · Скотт Стіл                                        | Нова Зеландія (NZL) · Брюс Кендалл                     |
| 1984: Фінн              | Нова Зеландія (NZL) · Расселл Кауттс              | США (USA) · Джон Бертранд                                     | Канада (CAN) · Террі Нілсон                            |
| 1984: 470               | Іспанія (ESP) · Луїс Доресте · Роберто Моліна     | США (USA) · Стів Бенджамін · Кріс Стейнфелд                   | Франція (FRA) · Тьєррі Пепонне · Люк Рійо              |
| 1984: Летючий голандець | США (USA) · Джонатан Мак-Кі · Вільям Карл Б'юкен  | Канада (CAN) · Террі Мак-Лафлін · Еверт Бастет                | Велика Британія (GBR) · Джонатан Річардс · Пітер Аллам |
| 1984: Торнадо           | Нова Зеландія (NZL) · Рекс Селлерс · Кріс Тіммс   | США (USA) · Ренді Сміт · Джей Ґлейзер                         | Австралія (AUS) · Крістофер Кернс · Скотт Андерсон     |
| 1984: Зоряний           | США (USA) · Вільям Ерл Б'юкен · Стівен Еріксон    | ФРН (FRG) · Йоахім Ґрізе · Міхаель Маркур                     | Італія (ITA) · Джорджо Горла · Альфіо Перабоні         |
| 1984: Солінґ            | США (USA) · Роббі Гейнс · Род Девіс · Ед Тревалян | Бразилія (BRA) · Торбен Граел · Даніел Адлер · Роналдо Сенффт | Канада (CAN) · Ганс Фоґ · Стівен Калдер · Джон Керр    |

## Таблиця медалей
| Місце               | Країна                | Золото | Срібло | Бронза | Загалом |
| ------------------- | --------------------- | ------ | ------ | ------ | ------- |
| 1                   | США (USA)             | 3      | 4      | 0      | 7       |
| 2                   | Нова Зеландія (NZL)   | 2      | 0      | 1      | 3       |
| 3                   | Іспанія (ESP)         | 1      | 0      | 0      | 1       |
| 3                   | Нідерланди (NED)      | 1      | 0      | 0      | 1       |
| 5                   | Канада (CAN)          | 0      | 1      | 2      | 3       |
| 6                   | Бразилія (BRA)        | 0      | 1      | 0      | 1       |
| 6                   | ФРН (FRG)             | 0      | 1      | 0      | 1       |
| 8                   | Італія (ITA)          | 0      | 0      | 1      | 1       |
| 8                   | Австралія (AUS)       | 0      | 0      | 1      | 1       |
| 8                   | Велика Британія (GBR) | 0      | 0      | 1      | 1       |
| 8                   | Франція (FRA)         | 0      | 0      | 1      | 1       |
| Загалом (11 збірна) | Загалом (11 збірна)   | 7      | 7      | 7      | 21      |